# برج ابن رنان
بلدية بُرج ابن رَنَان أو (نقحرة: توريس دي بيريين) (بالإسبانية: Torres de Berrellén) هي بلدية تقع في مقاطعة سرقسطة التابعة لمنطقة أرغون شمال شرق إسبانيا.

## الديموغرافيا
بلغ عدد سكان بلدية برج ابن رنان 1.511 نسمة عام 2011 (وفقاً للمعهد الوطني الإسباني للإحصاء).
| 1.402 | 1.401 | 1.402 | 1.430 | 1.440 | 1.523 | 1.511 |